# Pietro di Castelnau
Pietro di Castelnau (1170 – Trinquetaille, 14 gennaio 1208) è stato un religioso francese.

## Biografia

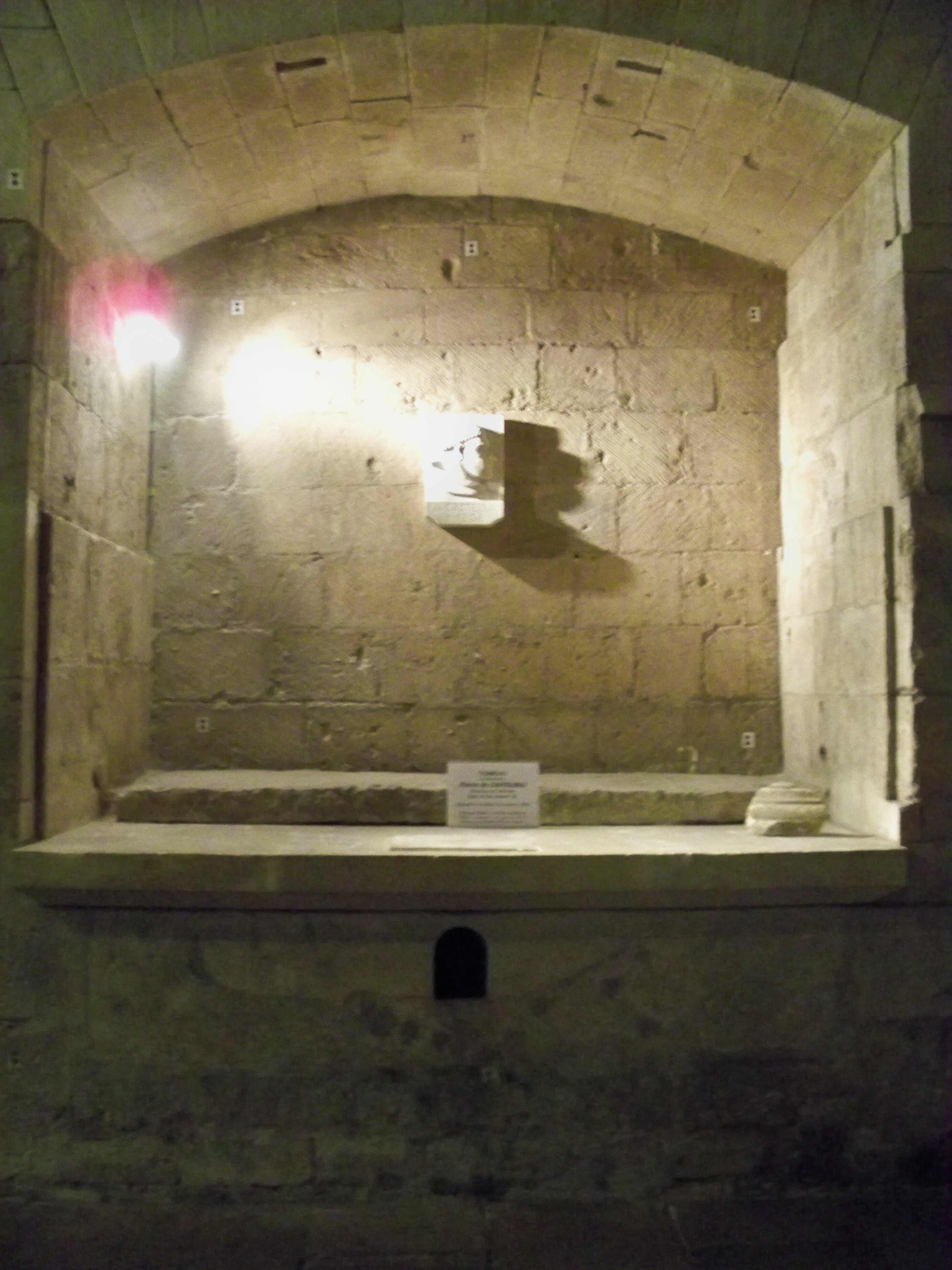
Tomba di Pietro di Castelnau nell'abbazia di Saint-Gilles-du-Gard

Nato nella diocesi di Montpellier, fu religioso di Cîteaux e arcidiacono di Maguelone (nel 1199); cistercense francese, tentò invano di arginare l'eresia càtara nel Mezzogiorno della Francia. In qualità di legato straordinario del papa Innocenzo III, insieme a Ramier, un monaco di Cîteaux, a Raoul de Fontfroide e ad Arnaud Amaury, capo della delegazione e poi protagonista della crociata albigese, viene incaricato di reprimere l'eresia càtara nella Linguadoca, dando la caccia agli eretici albigesi per consegnarli al braccio secolare. Erano inoltre coadiuvati, tra gli altri, da Domenico di Guzmán, fondatore dell'ordine dei Frati Predicatori. Questi missionari incontreranno una viva resistenza. Nel 1207 ritroviamo Castelnau nella valle del Rodano e in Provenza, dove resta coinvolto nel conflitto tra il conte di Baux e Raimondo VI, conte di Tolosa.
Istituì nello stesso anno in bassa Linguadoca una "lega di pace" per provare ad estirpare il fenomeno eretico. Riuscì ad ottenere l'adesione di alcuni signori locali, ma incassò il rifiuto del personaggio più influente, Raimondo VI. Castelnau scomunicò immediatamente il conte, sentenza ratificata da Innocenzo III il 29 maggio.
Castelnau venne assassinato da un colpo di spada il 14 gennaio 1208 vicino all'abbazia di Saint-Gilles-du-Gard, a Trinquetaille, una frazione di Arles, sulle terre di Raimondo VI.
Si ritenne che l'omicida fosse stato uno scudiero di Raimondo VI, già scomunicato. L'evento dette origine alla celebre bolla papale del 10 marzo, attraverso cui la crociata albigese poté finalmente avere inizio, vincendo le ultime resistenze del re francese Filippo Augusto, che negli anni precedenti si era opposto alle pressioni del pontefice, mal tollerando un'ingerenza papalina nelle questioni della Corona.

## Culto
Dichiarato martire da Innocenzo IV, poi beatificato, viene celebrato il 15 gennaio nelle diocesi di Carcassonne e Nîmes.